# Stockvikenån
Stockvikenån is een van de (relatief) kleine riviertjes die het Zweedse eiland Gotland rijk is. Deze rivier mondt uit in de Oostzee. Ze begint aan de westkant van het eiland bij Burgsvik naar het oosten en snijdt als het ware hier door Gotland heen. De waterweg stroomt door het meer Inre Stockviken en geeft haar water af aan Yttre Stockviken (baai buiten het eiland). Het gebied daartussen hoort tot Natura 2000. 